# Johannes Mönnich
Johannes Mönnich (* 10. November 1997) ist ein deutscher Volleyballspieler.

## Karriere
Mönnich begann seine Karriere im Alter von zehn Jahren beim 1. VC Herzberg. Von dort wechselte er zum Nachwuchs des SCC Berlin. Parallel spielte er beim Elsterwerdaer SV 94 in der Brandenburgliga und mit Energie Cottbus in der Regionalliga. Anschließend ging er zum VC Olympia Berlin. Mit dem Nachwuchsteam spielte er in der Saison 2015/16 in der Zweiten Bundesliga Nord. 2016 nahm der Diagonalangreifer mit den deutschen Junioren an der Europameisterschaft teil und erreichte dort den sechsten Platz. In der folgenden Saison spielte er mit dem VCO in der Bundesliga. 2017 wurde Mönnich vom Bundesligisten TV Rottenburg verpflichtet.  Seit 2020 spielt er beim Ligakonkurrenten Netzhoppers KW-Bestensee.